# Quello che non so di lei
Quello che non so di lei (D'après une histoire vraie) è un film del 2017 diretto da Roman Polański con protagoniste Eva Green e Emmanuelle Seigner.
Il film è basato sul romanzo Da una storia vera di Delphine de Vigan.

## Trama
Delphine è una scrittrice affermata che ha riscosso un notevole successo con il suo ultimo romanzo, incentrato sulla figura di sua madre. Tuttavia inizia a ricevere delle lettere anonime che l'accusano di aver esposto pubblicamente la propria famiglia. Colpita dal "blocco dello scrittore", Delphine incontra ed inizia una relazione confidenziale con la misteriosa Lei, una giovane donna seducente, intelligente e intuitiva che sembra conoscere Delphine meglio di chiunque altro.

## Produzione
Le riprese del film sono iniziate nel novembre 2016 in Francia e sono terminate a inizio 2017.

## Promozione
Il trailer in lingua francese è stato diffuso il 18 settembre 2017, mentre quello italiano è stato pubblicato sul sito di Vanity Fair il 5 febbraio 2018.

## Distribuzione
Il film è stato presentato in anteprima, fuori concorso, al Festival di Cannes 2017.
È stato distribuito in Francia dal 1º novembre 2017, mentre nelle sale italiane è stato distribuito dal 1º marzo 2018.